# ماركو سوليفان
ماركو سوليفان (بالإنجليزية: Marco Sullivan)‏ هو متزحلق جبال الألب أمريكي، ولد في 27 أبريل 1980 في تروكي في الولايات المتحدة.

## وصلات خارجية
- ماركو سوليفان على موقع الاتحاد الدولي للتزلج (التزلج على المنحدرات الثلجية) (الإنجليزية)
- ماركو سوليفان على موقع أوليمبيديا (الإنجليزية)